# Zupčica
Zupčica (lat. Imperata), rod jednosupnica iz porodice travovki ili trava raširen pretežno po Americi. Najpoznatija vrsta valjkasta zupčica (I. cylindrica) raste danas po svim kontinentima, osim Australije i Južne Amerike, a ima je i u Hrvatskoj.
Postoji desetak priznatih vrsta

## Vrste
1. Imperata brasiliensis Trin.
2. Imperata brevifolia Vasey
3. Imperata cheesemanii Hack.
4. Imperata condensata Steud.
5. Imperata conferta (J.Presl) Ohwi
6. Imperata contracta (Kunth) Hitchc.
7. Imperata cylindrica (L.) Raeusch.
8. Imperata flavida S.M.Phillips & S.L.Chen
9. Imperata koenigii (Retz.) P.Beauv.
10. Imperata minutiflora 	Hack.
11. Imperata parodii Acevedo
12. Imperata tenuis Hack.